# Кима
Кима (Кимы, др.-греч. Κύμη, дор. Κύμα) — древний город в Малой Азии на берегу Эгейского моря (Кимейский залив), был самым большим городом в Эолиде после Смирны.
Город участвовал в Великой греческой колонизации, основав колонию Сиде в Памфилии.
В римскую эпоху в 17 году до н. э. сильно пострадал от землетрясения.

## Известные уроженцы Кимы
- Диос — отец древнегреческого поэта Гесиода (VIII в. до н. э.).
- Агамемнон — царь VII в. до н. э., выдавший дочь Демодику за фригийского царя Мидаса II.
- Аристагор, сын Гераклида — тиран V в. до н. э. — вассал персов.
- Эфор — древнегреческий историк IV в. до н. э.